# Igusule
Igusule ist ein Verwaltungsbezirk (englisch Ward) des Distrikts Nzega (DC) in der tansanischen Region Tabora.

## Geografie
Igusule ist ein ländlicher Bezirk im westlichen Teil des zentralen Hochlands von Tansania, etwa 40 Kilometer Luftlinie nordwestlich der Distrikthauptstadt Nzega. Bei der Volkszählung 2022 lebten 23.316 Menschen in 3608 Haushalten auf einer Fläche von 322 Quadratkilometern.
Der Bezirk grenzt im Südwesten und im Nordwesten an Distrikte der Region Shinyanga und sonst an vier Bezirke des Distrikts Nzega (DC):
| Kahama (MC) |                                             | Sigili  |
|             | Kompassrose, die auf Nachbargemeinden zeigt | Mwamala |
| Ushetu      | Kahama Nhalanga                             | Ikindwa |

## Gliederung
Der Bezirk besteht aus sieben Gemeinden (swahili Mtaa) mit 49 Orten (Kitongoji):
| Sojo - Sojo - Bukalila - Igudija - Mboya - Busasi | Selemi - Sene - Selemi - Chekereni - Ndembezi - Itundu | Ngogoto - Busonge - Ngogoto - Bomani - Mabaluhi - Ngogoto Relini | Ilalo - Ilalo A - Bugomwa - Bugayaituli A - Izugawima - Ilalo B - Nkiliswa - Mahameni - Manedekela - Ilalwansimba - Bugayaituli B | Buduba - Itumba - Buduba - Tugeme - Kuluba - Migela | Mwanzwilo - Mwanzwilo - Shilabela - Chamaziwa - Mtakuja - Mwajilingo A - Buhangija - Kadoto - Mwanzugi - Mwajilingo B | Wela II - Wela Mashariki - Wela Magharibi - Shitage - Iwe - Mlimani - Iyogelo - Ng'wag'walu - Bugoko - Isela - Isunga |

## Wirtschaft und Infrastruktur
- Bildung: Die Igusule Secondary School ist eine staatliche weiterführende Schule, die Tagesschüler bis zur 4. Stufe ausbildet.[8]
- Gesundheit: Im Bezirk gibt es eine staatliche Apotheke.[9]
- Eisenbahn: Durch den Nordosten des Bezirks verläuft die Eisenbahnlinie von Tabora nach Mwanza.
- Bodenschätze: In Igusule wird Gold handwerklich abgebaut.[10] Die Goldadern liegen in einer Bändereisenerz-Formation in den Igusule-Hügeln.[11]